# フランク・ローゼンブラット
フランク・ローゼンブラット（英語: Frank Rosenblatt、1928年7月11日 - 1971年7月11日）は、アメリカ合衆国の心理学者。ニューラルネット研究の開拓者のひとり。

## 人物
ニューヨーク州ニューロシェル出身。ローゼンブラットと人工知能研究者マービン・ミンスキーはブロンクス科学高等学校の同級生であった。1950年にコーネル大学を卒業後、1956年にPh.D.を取得。その後は母校に勤務し研究に従事した。
神経生理学者・外科医であるウォーレン・マカロックと論理学者・数学者であるウォルター・ピッツによって、形式ニューロンというモデルが考えられた。ローゼンブラットはこの形式ニューロンの考え方を基にしてパーセプトロンを開発し、1958年に論文を発表した。
1971年7月11日、ボートを漕いでいる際に事故に遭い、43歳で死去した。

## 文献
1. ↑  Rosenblatt, Frank (1958). “The Perceptron: A Probabilistic Model for Information Storage and Organization in the Brain”. Psychological Review 65 (6):  386-408.